# Garmo Negro
El Garmo Negro és una muntanya de 3.051 m d'altitud, amb una prominència de 246 m, que es troba al massís de Infiernos-Argualas, a la província d'Osca (Aragó).
La primera ascensió la va realitzar Henry Russel, guiat per Jean-Marie Sarrettes i el caçador local Pablo Belio el 23 de juny de 1876.